# João Nepomuceno de Medeiros Mallet
João Nepomuceno de Medeiros Mallet (Bagé, 16 de maio de 1840 — Rio de Janeiro, 12 de dezembro de 1907) foi um militar e político brasileiro, Ministro da Guerra, durante o governo Campos Sales.

## Biografia
João Nepomuceno de Medeiros Mallet nasceu em Bagé, na antiga província do Rio Grande do Sul, no dia 16 de maio de 1840, filho do Marechal Emílio Luís Mallet, barão de Itapevi, e de Joaquina Castorina de Medeiros Mallet. Seu pai, francês de nascimento, chegou ao Brasil em 1818 e, por convite de Dom Pedro I, após a Independência ingressou no Exército Brasileiro. Participou da Campanha Cisplatina, da Guerra do Uruguai e da Guerra do Paraguai. Tornou-se o patrono da arma de Artilharia do Exército.
João Nepomuceno fez o curso primário e parte do secundário em sua cidade natal. Em princípios de 1856, seguiu com o pai para o Rio de Janeiro, capital do Império, onde foi matriculado no Colégio Episcopal de São Pedro de Alcântara. Na Corte, ficou aos cuidados de um velho amigo da família, o tenente-coronel João Carlos Pardal, que mais tarde se tornaria seu sogro.

### Carreira Militar
A 12 de março de 1857, assentou praça como voluntário no 1.º Regimento de Artilharia a Pé, na Fortaleza de Santa Cruz da Barra, em Niterói, e a 10 de outubro foi reconhecido cadete de primeira classe. A 25 de janeiro de 1858 matriculou-se na então Escola Central, tornando-se adido ao 1.º Batalhão de Engenharia. Em 4 de junho de 1859 foi nomeado alferes-aluno. Em 1861 bacharelou-se em matemática e ciências físicas e foi promovido a segundo-tenente, sendo classificado no Corpo de Artífices da Corte. Em 1863, concluiu o curso de Artilharia e Engenharia Militar, casou-se em 25 de outubro com Mariana Leopoldina de Carvalho Pardal e, em 3 de dezembro, foi promovido a primeiro-tenente.
Classificado, a seu pedido, no 1.º Regimento de Artilharia a Cavalo, na época comandado por seu pai e sediado em São Gabriel, ao apresentar-se foi designado para servir na 3.ª Bateria, sob o comando do capitão Hermes Ernesto da Fonseca, pai do futuro marechal e presidente Hermes Rodrigues da Fonseca. A 1.º de dezembro de 1864, em decorrência do conflito entre o Brasil e a República Oriental do Uruguai, avançou com o Exército pelo território daquele país. No dia 29 do mesmo mês, chegou à cidade de Paysandú, e a 2 de janeiro de 1865 participou da tomada daquela localidade pelas tropas brasileiras. Pelos serviços prestados naquele combate, a 18 de fevereiro foi nomeado cavaleiro da Ordem da Rosa. Dirigindo-se a Montevidéu, capital do Uruguai, tomou parte no reconhecimento das trincheiras e trabalhou na comissão que determinou o plano de ataque à cidade. Assistiu ao sítio e capitulação da capital uruguaia a 20 de fevereiro e, naquele mesmo dia, assumiu o comando de uma bateria do seu regimento. No dia 28 seguinte, passou a integrar a 3.ª Divisão, comandada pelo brigadeiro José Gomes Portinho.
Durante a Guerra do Paraguai, foi promovido, por bravura, a capitão em 22 de janeiro de 1866. Deixou então a arma de Artilharia, passando ao Estado-Maior de 1.ª classe. Em maio daquele ano, tomou parte na Batalha de Estero Bellaco e comandou uma bateria durante a Batalha de Tuiuti, que foi travada em 24 de maio de 1866 e teve como resultado a morte de milhares de soldados de ambos os lados. A atuação nessa batalha e os serviços prestados nos combates de 16 e 17 de abril, na transposição do rio Paraná, valeram-lhe a insígnia de cavaleiro da Ordem de Cristo, por decreto de 17 de agosto daquele ano. A 13 de novembro de 1866, foi nomeado assistente do ajudante-general junto ao comando da Brigada de Artilharia. Em 1867, comandou a Brigada Provisória do 3.º Corpo do Exército, organizada no Rio Grande do Sul pelo marechal de campo Manuel Luís Osório, o marquês do Herval. Em fevereiro de 1868, destacou-se na Passagem de Humaitá, operação que consistiu na ultrapassagem da fortaleza localizada naquela região do rio Paraguai por uma pequena força da Marinha do Brasil, constituindo o primeiro passo na conquista da fortificação, o que só ocorreria em julho daquele ano. Também em 1868, a 11 de abril, foi nomeado oficial da Ordem da Rosa. Em 30 de julho desse ano, foi nomeado major em comissão, recebendo o comando do 4.º Corpo Provisório de Artilharia, encarregado de apoiar a operação do cerco de Humaitá. No mês de dezembro, durante uma série de batalhas que ficaram conhecidas como Dezembrada, por terem resultado em uma sequência de vitórias das tropas brasileiras, tomou parte no reconhecimento feito sobre as fortificações de Piquissiri, esteve na tomada de Lomas Valentinas e assistiu à rendição de Angostura. A 6 de abril de 1869, retirou-se para o Rio de Janeiro em licença, mas, em 30 de julho, voltou ao território paraguaio, ainda a tempo de participar da fase final do conflito, a Campanha das Cordilheiras. A 3 de agosto de 1869, recebeu a medalha de mérito militar em atenção aos atos de bravura praticados nos combates de 21 e 27 de dezembro do ano anterior, em Lomas Valentinas. Em meados de 1870, regressou do Paraguai, servindo no Corpo de Estado-Maior de Artilharia, e a 6 de setembro foi agraciado com o título de comendador da Ordem da Rosa.
Foi promovido a major graduado a 14 de abril de 1871, com antiguidade de 6 de outubro de 1870. Em 27 de fevereiro de 1872, foi nomeado professor da Escola Central, no Rio de Janeiro, onde lecionou várias matérias e serviu até 31 de março de 1874. Também nesse período, em junho de 1872, recebeu a medalha geral da Campanha do Paraguai com o passador de ouro nº 5, indicativo do número de anos em que permaneceu em combate. Por decreto de 5 de junho de 1873, foi nomeado cavaleiro da Ordem de São Bento de Avis. A 1.º de março de 1878, passou a servir no gabinete do Ministro da Guerra, marechal Manuel Luís Osório. No dia seguinte, foi promovido a major efetivo e, em 7 de dezembro, a tenente-coronel, ambas promoções por merecimento. Em 4 de outubro de 1879, foi nomeado subcomandante da Escola Militar da Praia Vermelha, ali permanecendo até 14 de junho de 1880.

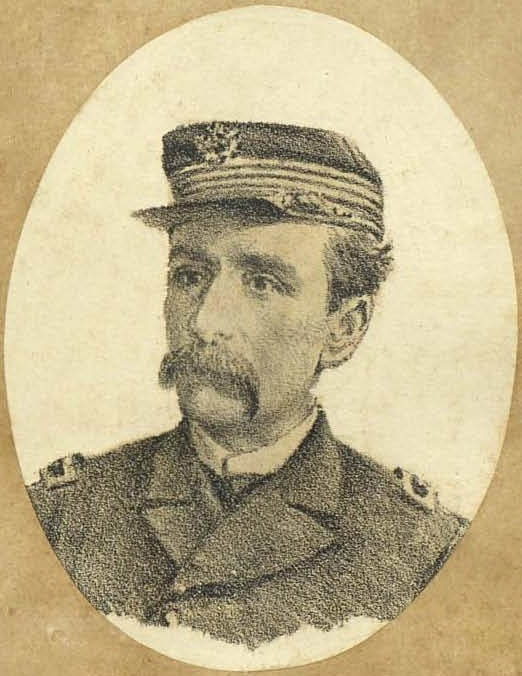
Coronel Mallet.

Tendo sua primeira esposa, Mariana Leopoldina, falecido em 11 de setembro de 1875, a 8 de janeiro de 1880 contraiu segundas núpcias com Maria Carolina Veloso Pederneiras, filha do brigadeiro Inocêncio Veloso Pederneiras, o barão de Bojuru. Entre aquele ano e 1882, exerceu o comando do Batalhão de Engenheiros. Em 1884, foi nomeado comandante das Armas da província do Pará, onde ficou até o fim do mesmo ano. Em 1889, tendo sido criada pelo Decreto nº 10.177, de 1.º de fevereiro, a Escola Militar do Ceará, tornou-se seu primeiro diretor. Contudo, em meio à crise anterior à Proclamação da República, o ministro da Guerra, Cândido Luís Maria de Oliveira, o demitiu, por desacato, do comando da instituição, o que gerou reação por parte dos jornais republicanos.
Derrubado o antigo regime, o tenente-coronel Medeiros Mallet foi encarregado pelo governo provisório de levar ao Imperador Dom Pedro II a ordem de partida imediata para a Europa. Acompanhou o embarque de toda a família imperial, o que ocorreu na madrugada de 17 de novembro de 1889. Por seus serviços em prol da implantação da República, foi promovido a coronel graduado a 29 de novembro de 1889. Por serviços relevantes, passou a coronel efetivo em 7 de janeiro do ano seguinte. Em 15 de fevereiro, de 1890, foi nomeado intendente geral da Guerra. No ano de 1891, de 6 de junho a 16 de agosto, assumiu o governo do estado Mato Grosso. Em 1892, exerceu o governo do estado do Ceará. Seu nome já havia sido cogitado para tal função nos primeiros dias da República, ainda em dezembro de 1889, mas setores político-militares, articulados na capital federal com alguns ministros, chegaram a anunciar uma revolta separatista em resposta a essa indicação. De fato, Medeiros Mallet só assumiu o governo do Ceará por um curtíssimo período, entre 16 e 18 de fevereiro de 1892. Poucos dias depois, a 18 de março, foi promovido a general de brigada, recebendo como primeira missão o comando do Corpo de Estado-Maior de 1.ª Classe.
Tendo apoiado o então presidente da República, marechal Manuel Deodoro da Fonseca, quando da crise que o levou à renúncia em 23 de novembro de 1891, e insatisfeito com o sucessor, marechal Floriano Peixoto, assinou em 31 de março de 1892, junto com 12 outras autoridades militares o que ficou conhecido como o “Manifesto dos 13 Generais”, que seria publicado apenas em 6 de abril. No documento, os oficiais sustentavam que, segundo a Constituição da República, deveria ser feita nova eleição para presidente, uma vez que o marechal Deodoro havia renunciado dentro do primeiro biênio governamental. Além disso, criticavam a intervenção do governo federal nos governos estaduais. Floriano Peixoto respondeu com agilidade. Declarando tratar-se de uma revolta de oficiais, em 10 de abril destituiu de seus comandos e prendeu os oficiais signatários do manifesto. Em consequência Medeiros Mallet foi reformado.
A 19 de julho de 1892, foi agraciado com a medalha da Campanha do Paraguai concedida pela República da Argentina. Com a posse de Prudente de Morais na Presidência da República, foi anistiado e retornou ao serviço ativo em outubro de 1895. A presidência de Prudente de Morais foi um período favorável aos militares antiflorianistas. Como membro de tal grupo, a 25 de março de 1896 Medeiros Mallet foi nomeado membro da Comissão de Promoções e, em 28 do mesmo mês, foi designado quartel-mestre general. Em 5 de novembro de 1897, a tentativa de assassinato de Prudente de Morais fortaleceu o presidente da República, enfraquecendo os florianistas que pretendiam usar a vitória militar em Canudos para depor o então chefe do Executivo. Consolidado o domínio dos oficiais antiflorianistas no Alto-Comando Militar, Medeiros Mallet foi designado ajudante-general do Exército por decreto de 7 de novembro de 1897, e promovido a general de divisão oito dias depois.
A 3 de outubro de 1898 foi nomeado ministro do Supremo Tribunal Militar, cargo que exerceu até seu falecimento.

### Ministro da Guerra
Quando Manuel Ferraz de Campos Sales assumiu a Presidência da República em 15 de novembro de 1898, o general Medeiros Mallet foi nomeado Ministro da Guerra, tornando-se o primeiro filho de imigrante a chefiar a pasta. Exerceu o cargo de 15 de novembro de 1898 a 15 de novembro de 1902, sendo promovido a Marechal em 5 de janeiro de 1900.
Medeiros Mallet foi o ministro da Guerra sob cuja administração, em meio à crise financeira pela qual passava o país, foi iniciado o lento processo de reorganização do Exército Brasileiro, tendo como objetivo último a profissionalização do corpo de oficiais e redução da influência militar sobre o governo. Entre outros objetivos, pretendia: mudar a composição das unidades militares; centralizar as nomeações; reorganizar a educação militar; melhorar os critérios de promoção; aprimorar o treinamento militar, focando na necessidade de experiência prática em campo; elevar o nível intelectual do corpo de oficiais; remodelar quartéis e instalações do Exército e modernizar os armamentos. Com essas metas, pouco após a sua posse foi aprovado pelo Decreto nº 3.189, de 6 de janeiro de 1899, o primeiro regulamento do Estado-Maior do Exército (EME). As normas tornaram realidade o órgão criado pela Lei nº 403, de 24 de outubro de 1896, em substituição à antiga Repartição do Ajudante General. O EME foi finalmente instalado em 23 de janeiro de 1899.
Ciente da necessidade de treinamento e de que a dispersão pelo território nacional aumentaria o custo de tal empreendimento, Mallet procurou reorganizar as unidades militares, concentrando-as. Para tanto, nomeou uma comissão de oficiais de todas as armas
e encarregou-a de elaborar um plano de reorganização do Exército. Regulamentou a Intendência Geral de Guerra, criada pela mesma lei que instituiu o EME. Regulamentou os comandos dos distritos militares, que eram as Regiões Militares da época, bem como a
Direção Geral de Artilharia, a Direção Geral de Engenharia e a Direção Geral de Saúde. Também visando à questão do treinamento, baixou normas sobre o Tiro Nacional. Ainda durante seu ministério, foram criadas a nova Fábrica de Cartuchos e Artefatos de Guerra, as Colônias Militares e os Institutos Militares de Ensino, cuja reorganização fora autorizada por lei de novembro de 1897. Ainda construiu e fez melhorias em diversas fortalezas no litoral brasileiro. É dessa época, igualmente, a criação de uma Medalha Militar (Decreto nº 4.238, de 15 de novembro de 1901) em reconhecimento de bons serviços prestados por oficiais e praças do Exército e da Armada. Em 1902, ele coordenou e, após os primeiros estudos realizados, aprovou em 4 de fevereiro a Vila de Vieira de Piquete como o local para a construção daquela que seria a primeira fábrica de pólvora sem fumaça da América do Sul. Iniciadas as obras ainda durante seu ministério, o estabelecimento seria inaugurado apenas em 15 de março de 1909. Por decreto de 24 de maio de 1902, recebeu a Medalha Militar de Ouro, por contar mais de 30 anos de serviço.

### Após o Ministério
Terminado o Governo Campos Salles, permaneceu residindo no Rio de Janeiro, onde faleceu em 12 de dezembro de 1907. Do seu primeiro casamento, com Mariana Leopoldina de Carvalho Pardal, filha do brigadeiro João Carlos Pardal, deixou duas filhas e um filho, João Carlos Pardal Mallet, jornalista, romancista e patrono da cadeira nº 30 da Academia Brasileira de Letras. No segundo matrimônio, com Maria Carolina Veloso Pederneiras, filha do brigadeiro Inocêncio Veloso Pederneiras, barão de Bujuru, não teve filhos. Seus restos mortais foram sepultados no Cemitério São Francisco Xavier.